# Afranthidium hypocapicola
Afranthidium hypocapicola är en biart som först beskrevs av Mavromoustakis 1936.  Afranthidium hypocapicola ingår i släktet Afranthidium och familjen buksamlarbin. Inga underarter finns listade i Catalogue of Life.